# خط تاکاساکی
خط تاکاساکی (به ژاپنی: 高崎線, Takasaki-sen) یکی از خطوط قطار شرکت راه‌آهن شرق ژاپن است. این خط ایستگاه اوئنو در توکیو را نخست به ایستگاه اومیا در استان سایتاما و در آخر به ایستگاه تاکاساکی در استان گونما متصل می‌کند. در حال حاضر این خط دارای ۱۹ ایستگاه می‌باشد.